# Одрі Голландер
О́дрі Го́лландер (англ. Audrey Hollander; нар. 4 листопада 1979 року в Луїсвіллі, Кентуккі, США) — американська порноакторка й кінорежисерка.

## Біографія
Виросла у суворій сім'ї. ЇЇ перший сексуальний досвід був з дівчиною в таборі для шкільних вболівальників. Закінчила університет Loyola в Чикаго і здобула ступінь викладача початкової освіти.

## Нагороди
- 2005 AVN Award for Best All-Girl Sex Scene (Video) — The Violation of Audrey Hollander (з Джіа Палома, Ешлі Блю, Тайла Вінн, Броді і Келлі Клайн)[4].
- 2005 XRCO Award for Best Girl/Girl — The Violation of Audrey Hollander[5].
- 2006 Venus Paris Fair / EuroEline Awards: Best International Actress.
- 2006 AVN Award for Female Performer of the Year[6]
- 2006 AVN Award for Best Group Sex Scene (Video) — Squealer (with Smokey Flame, Jassie, Kimberly Kane, Otto Bauer, Scott Lyons, Kris Slater & Скотт Неілс)[7]
- 2006 AVN Award for Best Anal Sex Scene (Film) — Sentenced (англ.)[7]
- 2008 AVN Award for Most Outrageous Sex Scene — Ass Blasting Felching Anal Whores (з Сінді Кроуфорд & Ріком Мастерсом)[8]
- 2010 номінація на AVN Awards в категорії Best All-Girl Group Sex Scene за фільм «The Violation of Harmony» (з Дженніфер Дарк, Монікою Мейгем, Гармоні Роуз, Гвен Саммерс і Голлі Веллін).